# زیسیس وریزاس
زیسیس وریزاس (یونانی: Ζήσης Βρύζας؛ زادهٔ ۹ نوامبر ۱۹۷۳) یک بازیکن فوتبال اهل یونان است.
از باشگاه‌هایی که در آن بازی کرده‌است می‌توان به فیورنتینا، پروجا، پائوک، سلتاویگو، و تورینو اشاره کرد.
وی همچنین در تیم ملی فوتبال یونان بازی کرده‌است.